# Mălăești, Iași
Mălăești este un sat în comuna Gropnița din județul Iași, Moldova, România.